# Розумовський Григорій Кирилович
Григо́рій Кири́лович Розумо́вський (* 10 листопада 1759, Санкт-Петербург — † 3 червня 1837, маєток Рудолець, Моравія) — український геолог, мінеролог, біолог.

## Життєпис
Походив з шляхетного українського роду Розумовських. Син гетьмана Кирила Розумовського. Замолоду виявив цікавість до навчання. Батько ще дитиною записав Григорія до війська. Початкову освіту здобув вдома. Згодом разом із братом Левом навчався у Страсбурзі (Франція). Повернувшись до Російської імперії, деякий час жив разом з батьком, але потім погиркався з ним і перебрався до сестри Натальї, де й спокійно мешкав до 1779 року.
У 1779 році супроводжував російське посольство до шведського короля Густава III. Під час подорожі цікавився природою Лапландії та Фінляндії. По поверненню до дому того ж року вирушає на навчання до Голландії. Тут слухав лекції з філософії, природної історії, мінерології та геології в Лейденському університеті. Втім за наказом батька вимушений був переїхати до Швейцарії, але вже через кілька місяців, у 1783 році, вирушає до Саксонії. Того ж року отримав звання капітана.
Зрештою батько змирився з нахилами сина, надавши тому 5000 карбованців щорічно. Завдяки цьому Григорій зумів придбати будинок у Лозанні, де заснував Товариство поціновувачів природничих наук. Перебуваючи у Швейцарії, Григорій Розумовський старанно збирав дослідження з мінерології та геології. Водночас починає самостійно займатися науковою працею.
У 1788 році, за наказом батька, повертається на батьківщину. 1789 року отримав звання бригадира, але того ж року подав у відставку. 1790 року обраний почесним членом Російської академії наук, але незабаром повернувся до Швейцарії. Того ж року оженився у Парижі, але вже 1793 року розлучився й повернувся у 1799 році до Санкт-Петербургу. Після цього деякий час жив у Росії, потім перебрався до Австрії, де у 1806 році вдруге одружився у Трієсті. Але водночас розпочалася справа про двоєженство, бо перший шлюб за католицьким звичаєм вважався дійсним.
У 1815 році Розумовський повернувся до Санкт-Петербурга. Того ж року другий шлюб визнано недійсним, проте Розумовський з баронесою Шенк подали клопотання до імператора Олександра I ще раз розглянути справу. Під час цього Розумовський і далі займався мінерологією та геологією. 1818 року разом з родиною переїхав до Австрії, де перейшов у протестантство та прийняв австрійське підданство. Тут далі займався наукою. 
Помер Григорій Розумовський у власному маєтку в Моравії 3 червня 1837 року.

## Наукова кар'єра
За своїми науковими роботами Розумовський відомий на Заході як Грегор або Грегуар, який втратив російське громадянство за відкриту критику царської системи імператора Олександра I, яку він бачив як потурання бажанням корумпованої олігархії дворянства. Грегор емігрував до Західної Європи, де згодом був включений до богемської шляхти (Inkolat im Herrenstande) у 1811 році та отримав ранг графа Австрійської імперії. Як вчений-натураліст Грегор першим описав і класифікував Lissotrion helveticus.
Досліджував проблему систематизації мінералів, каменів і земель. Відкрив мінерал, що дістав назву «Razoumowskin», але потім виявилося, що це різновид аллофану із Франкенштейна (Моравія)). Докладно описав швейцарський кантон Во — клімат, виробництво, торгівлю, живу і неживу природу краю. Ряд праць присвячені вивченню мінералогії окремих місцевостей Європи, зокрема, околиць Відня, швейцарського кантону Вале.
У геології був прихильником теорії нептунізму
Став членом Стокгольмської, Туринської, Мюнхенській академій наук, членом Петербурзького, Єнського мінералогічних товариств, Московського Імператорського товариства дослідників природи, Цюрихського фізичного товариства, Базельського фізико-медичного, Туринського агрономічного товариства.

## Твори
- Observations Minéralogiques sur les environs de Vienne (1822).
- «Essai d'un système de transition de la nature dans le règne minéral. Lausanne»
- «Oeuvres de M. le comte Grégoire de Razoumowsky». Lausanne, chez Maures Cadet. 1784. 2 vol.
- "Histoire naturelle de Jorat et de ses environs et celle des trois lacs de Neufchatel, Morat et Brienne, précédée d'un essai sur le climat, les productions, le commerce, les animaux de la partie du pays de Vaud ou de la Suisse Romanne, qui entre dans le plan de cet ouvrage, par le comte de Razoumowsky (Lausanne, chez Jean Maures. 1789. 2 vol).
- Voyages Minéralogiques dans le Gouvernement d’Aigle, et une partie du Vallais, 1784.
- Mélanges scientifiques. Œuvres posthumes, in: A. Wassiltchikow, Les R. 3, Suppl. 2, hrsg. von C. Razumovsky, 1902.

## Родина
1. Дружина — Генрієта Мальсен (д/н — 1827)
Дітей не було
Розлучені у 1793 році.
2. Дружина — Тереза Єлизаветою Шенк де Кастель (д/н — 1818)
Діти:
- Марія
- Максиміліан (пом. 1849)
- Лев (пом. 1868)